# Paul-Louis-Emmanuel de Partouneaux
Pour les articles homonymes, voir Partouneaux.
Paul-Louis-Emmanuel, comte de Partouneaux, né le 19 août 1871 dans le 8e arrondissement de Paris et décédé le 5 novembre 1947 à Avignon fut un général de division français et un cadre de l'Action française.

## Biographie

### Carrière militaire
Partouneaux nait comme comte de la lignée des Partouneaux. Il est arrière-arrière-petit-fils du général Louis de Partouneaux (1770-1835).
Il s'engage à l'école spéciale militaire de Saint-Cyr en 1890 et en sort sous-lieutenant de la promotion de Cronstadt en 1892. 
Lieutenant-colonel, il est chef de corps du 12e régiment de chasseurs à cheval du 14 février 1915 au 14 septembre 1915.
Il est promu général de brigade le 17 septembre 1920, commandant de la 4e brigade de dragons en 1922 et de la 5e brigade de dragons de 1923 à 1926. Il est promu général de division le 9 mars 1927, commandant la 4e division de cavalerie de 1927 à 1929 et la 11e région militaire de 1930 à 1933.

### Engagement royaliste
Le 22 mars 1934, il donne un cours à l'Institut d'Action française sur « le siècle de Louis XIV : l'armée royale ». Le 26 avril, il participe à une réunion à la maison de la Mutualité sous la présidence de l’amiral Schwerer, avec Maxime Real del Sarte et Georges Gaudy. À partir de 1935, il signe des articles dans L'Action française sur l'actualité militaire,. En 1938, le général de Partouneaux est nommé au comité directeur de l'Action française. Il signe une lettre du comité adressée au pape Pie XII le 19 juin 1939 lors de la condamnation par la papauté. Pendant l'Occupation, il est président du Conseil d'administration du journal L'Action française,.

## Décorations
- Grand officier de la Légion d'honneur[10]
- Croix de guerre 1914–1918

## Généalogie
- Il est fils de Paul Horace Michel, comte de Partouneaux (1837-1897) et de Adèle Louise Douault (née en 1844) ;
- Il épouse en 1902 Germaine d'Elbée (1880-1906), dont : 
  - Marie (1905-1940) x 1931 Bernard Brosset-Heckel (1896-1982) ;
  - Nicole (°1906-?)  x 1928 Jean de Bonet d'Oléon(1892-1950), commandeur de la Légion d'Honneur ;
- Il épouse en 1920 Alice Hélène Waddington (1878-1939).